# Priorvej
Priorvej er en gade på Frederiksberg bestående af to dele. Hovedforløbet er mellem Borups Allé og Nitivej, vest for mormonernes tempel, og syd for templet, midtvejs på hovedforløbet, løber en forgrening mod øst til Ane Katrines Vej.
Gaden fik sit navn i 1927-28. Det var en omdøbning af Randersvej, der var anlagt i 1902 af Niels Josephsen, der var født og opvokset i Randers, men på grund af mange forvekslinger med Randersgade blev den omdøbt til Priorvej.
En prior er en klosterforstander. Navnet Priorvej er valgt i tilknytning til Bispeengen og Munkensvej i området.